# Église Saint-Laurent des Arques
L'église Saint-Laurent est une église catholique située aux Arques, en France. Église romane du XIIe siècle, elle est classée monument historique.

## Localisation
L'église Saint-Laurent est située dans le département français du Lot, aux Arques.

## Historique
L'église a dû être construite, probablement, entre 1120 et 1180. Les Arques est un prieuré-doyenné en 1182-1193. On ne sait pas à quelle date il a été donné à l'abbaye de Marcilhac. Sa possession est confirmée en 1233 en même temps que celle de Rocamadour.. L'archevêque Simon de Beaulieu réside par deux fois dans le prieuré à la fin du XIIIe siècle.
En 1286, l'abbaye de Marcilhac a échangé « le dit doyenné, l'église, le hameau et les habitants des Arques, devenus libres et vacants par libre par libre renonciation dudit frère Raymond Sigrius, leur doyen, avec tous les droits ... » avec l'évêque de Cahors, contre « les églises de Puy-Lagarde et de Lugan, dont l'une dépend de l'autre, et de l'église de Saint-Projet, toutes trois situées dans notre diocèse dans l'archiprêtré de Cajarc ». L'évêque de Cahors Raymond de Cornil justifie « que le dit échange était nécessaire et utile à notre église de Cahors » mais la suite des événements montre que cet échange n'a pas été réalisé.
Pendant la guerre de Cent Ans, en 1345, l'église a été pillée par Philippe de Jean, seigneur des Junies, qui était à la solde du roi d'Angleterre. Son fils, Benoît de Jean, accepte de payer un dédommagement pour les dégâts faits. La peste noire de 1348 aggrave la situation. En 1408 l'abbé de Marcilhac décide que le prieuré n'est plus conventuel. Elle est sortie de la guerre complètement ruinée, ne lui restant plus debout que le chevet. Le prieuré est dit inhabité. 
Antoine d'Alamand de La Rochechinard, évêque de Cahors, est doyen en 1486. Une des consoles placées dans le chœur porte ses armes. On peut donc supposer que des travaux de restauration ont été entrepris à cette époque. La nef était ruinée. On reconstruit alors partiellement le transept pour clore l'édifice. L'église est alors devenue paroissiale.
En 1561, les protestants de Duras font des dégâts dans le pays après l'attaque du château de Péchaurié. Nouveau siège en 1622 par les protestants.
Le changement de vocable de l'église a dû intervenir au début du XVIIIe siècle. Dans les années 1780, le doyen demande sa démolition à cause de son état, mais les paroissiens s'y opposent car ils souhaitent y transférer le siège de la paroisse. Ils prévoient d'extraire les matériaux de l'église Saint-Martin.
Les paroissiens décident d'abandonner l'église Saint-Martin et choisissent de restaurer l'église Saint-Laurent. Ces réparations sont probablement réalisées entre 1803 et 1819. En 1818, les dalles du sol de l'église Saint-Martin sont récupérées pour refaire le pavement de l'église Saint-Laurent.
Puis il est décidé d'agrandir l'église, en 1879, en aménageant le transept, en ajoutant une nef d'une seule travée, fermée par une façade monumentale dans le style néoroman à l'ouest et un étage au clocher. Ces travaux sont dirigés dans les années 1880 par l'architecte départemental, peut-être Émile Jean-Marie Toulouse (1860-1927),
À la suite de graves désordres dans les parties anciennes, le chevet est étayé, en 1953-1954, par le service des Monuments historiques. 
Puis l'église a fait l'objet de deux campagnes de restauration menées par l'architecte en chef des Monuments historiques Pierre Prunet :
- de 1963 à 1966, avec reprises de maçonnerie, dépose et réparation des voûtes du chœur, suppression de deux niveaux supérieurs du clocher remplacés par un seul niveau,
- entre 1968 à 1973, on refait le sol, on restaure la crypte et on répare les piles orientales de la croisée.

L'édifice est classé au titre des monuments historiques le 26 septembre 1952.

## Description
L'église comprend une nef unique terminée par une abside demi-circulaire, et d'un transept avec deux absidioles. L'extrémité du chœur et des absidioles sont voûtées  en cul-de-four.
Le chœur et les chapelles sont décorés d'arcatures en plein cintre retombant sur des colonnettes à chapiteaux sculptés. Un passage relie l'abside aux absidioles comme on peut le voir dans certaines églises romanes du Limousin.
Une crypte de forme rectangulaire se trouve sous le chœur. 

## Mobilier
L'église a reçu deux œuvres d'Ossip Zadkine :
- au revers de la façade, un grand christ en croix qui a été taillé dans un morceau d'ormeau du village,
- dans la crypte, une piéta tragique.